# 藤代站

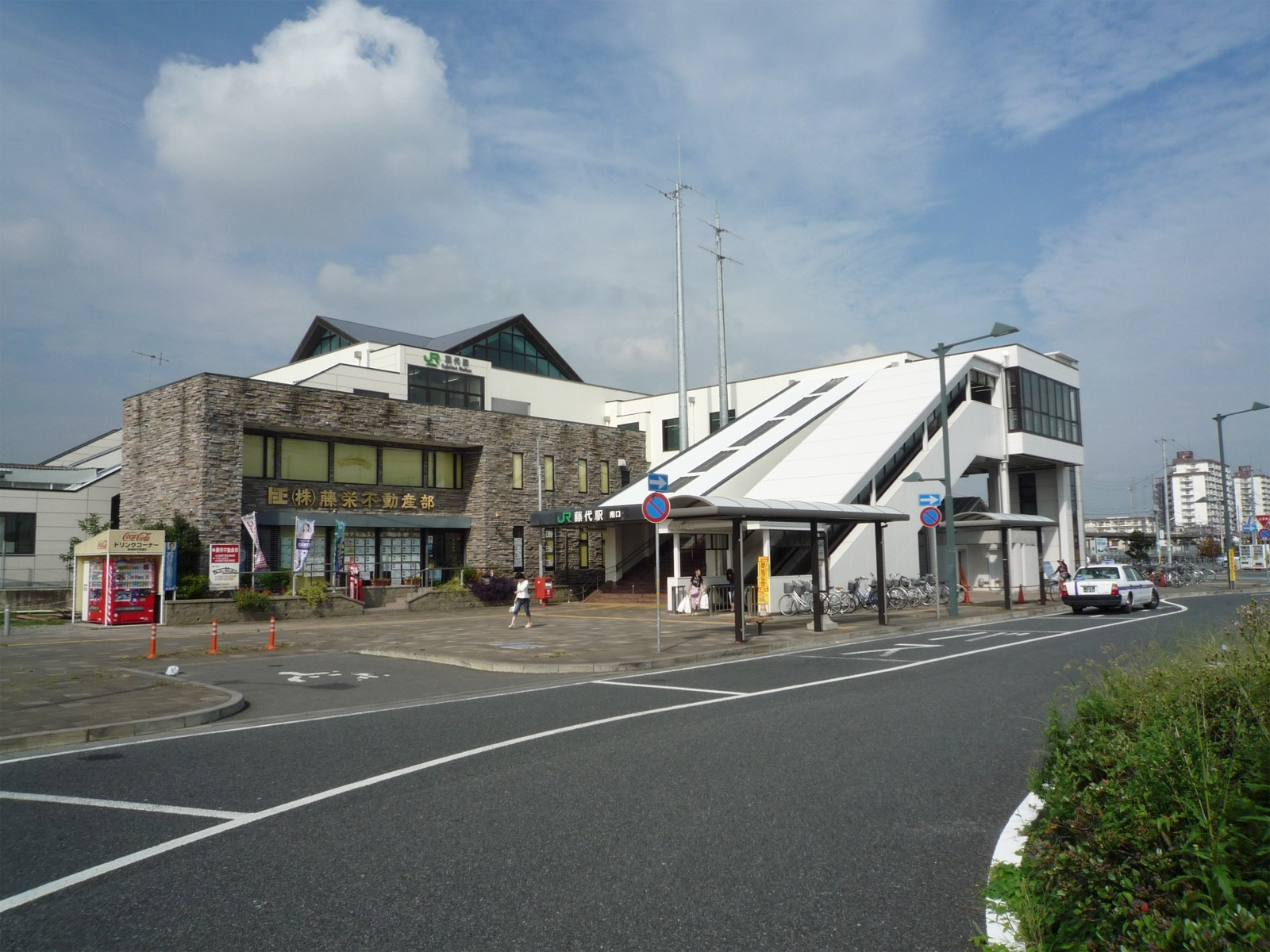
南口（2008年9月23日）

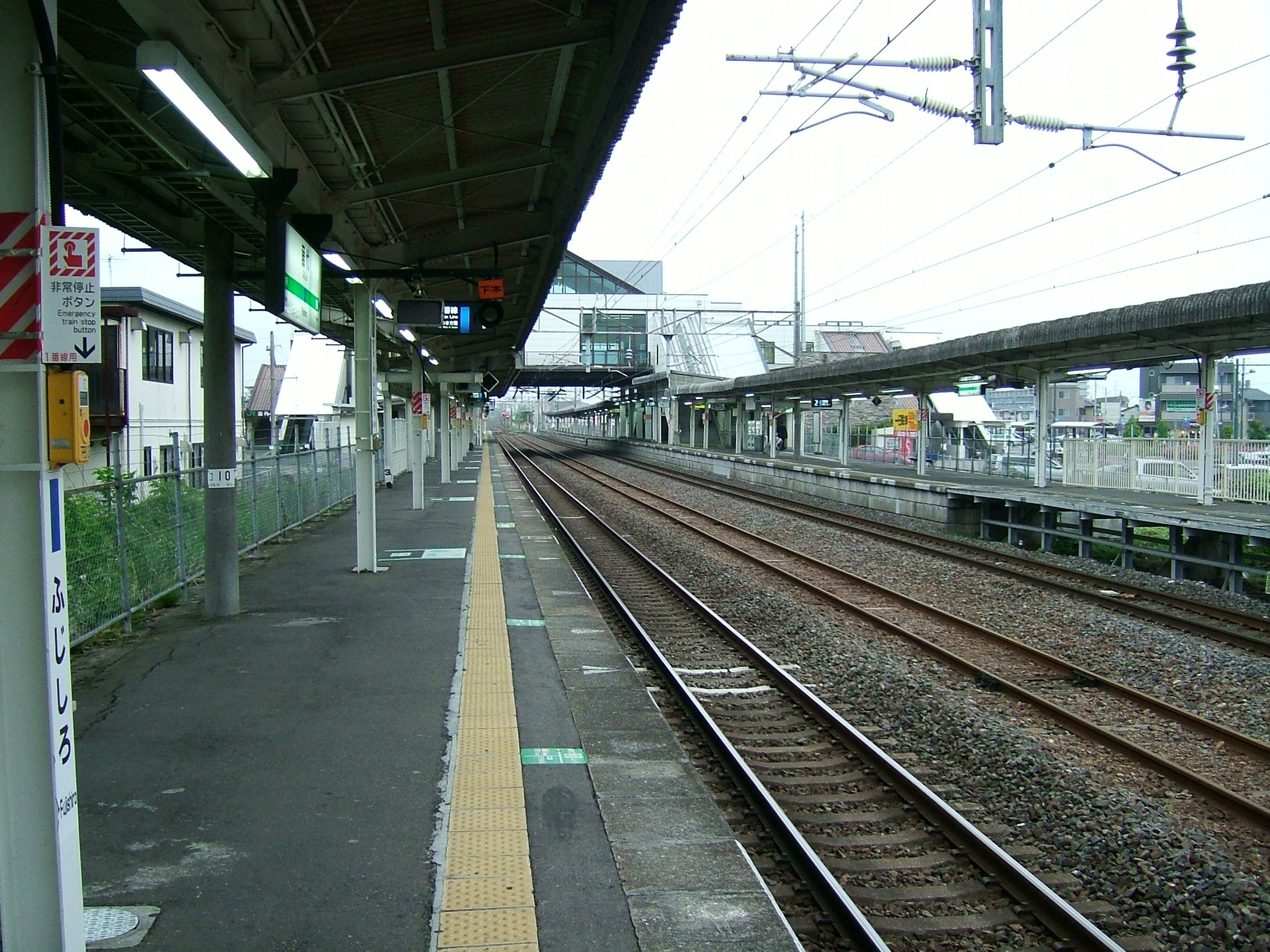
月台（2008年5月5日）

藤代站（日语：／ Fujishiro eki */?）是一個位於日本茨城縣取手市宮和田，屬於東日本旅客鐵道（JR東日本）常磐線的鐵路車站。

## 車站結構
對向式月台2面2線的地面車站，設有跨站式站房。

### 月台配置
| 月台 | 路線    | 方向 | 目的地                                            |
| ---- | ------- | ---- | ------------------------------------------------- |
| 1    | ■常磐線 | 下行 | 土浦、水戶、磐城方向                              |
| 2    | ■常磐線 | 上行 | 我孫子、松戶、上野、東京、品川方向 （上野東京線） |

（來源：JR東日本:車站構內圖 （页面存档备份，存于））

## 使用情況
根據JR東日本，2017年度（平成29年度）1日平均上車人次為6,478人。有持續減少傾向，上野－土浦站間常磐線（快速）車站是乘客人數最少的。
近年推移如下表。
| 上車人次推移       | 上車人次推移     | 上車人次推移    |
| 年度               | 1日平均 上車人次 | 來源            |
| ------------------ | ---------------- | --------------- |
| 2000年（平成12年） | 8,513            | [ 利用客数 2 ]  |
| 2001年（平成13年） | 8,309            | [ 利用客数 3 ]  |
| 2002年（平成14年） | 8,038            | [ 利用客数 4 ]  |
| 2003年（平成15年） | 7,868            | [ 利用客数 5 ]  |
| 2004年（平成16年） | 7,858            | [ 利用客数 6 ]  |
| 2005年（平成17年） | 7,844            | [ 利用客数 7 ]  |
| 2006年（平成18年） | 7,851            | [ 利用客数 8 ]  |
| 2007年（平成19年） | 7,863            | [ 利用客数 9 ]  |
| 2008年（平成20年） | 7,866            | [ 利用客数 10 ] |
| 2009年（平成21年） | 7,620            | [ 利用客数 11 ] |
| 2010年（平成22年） | 7,363            | [ 利用客数 12 ] |
| 2011年（平成23年） | 7,095            | [ 利用客数 13 ] |
| 2012年（平成24年） | 6,984            | [ 利用客数 14 ] |
| 2013年（平成25年） | 6,801            | [ 利用客数 15 ] |
| 2014年（平成26年） | 6,520            | [ 利用客数 16 ] |
| 2015年（平成27年） | 6,552            | [ 利用客数 17 ] |
| 2016年（平成28年） | 6,510            | [ 利用客数 18 ] |
| 2017年（平成29年） | 6,478            | [ 利用客数 1 ]  |
| 2018年（平成30年） | 6,383            | [ 利用客数 19 ] |

## 相鄰車站
東日本旅客鐵道
■常磐線
取手（JJ 10）－藤代－龍崎市

### 使用情況
1. 1 2  . 東日本旅客鉄道.   [2018-07-06]. （原始内容存档于2019-03-21）.
2. ↑  . 東日本旅客鉄道.   [2019-03-07]. （原始内容存档于2007-10-28）.
3. ↑  . 東日本旅客鉄道.   [2019-03-07]. （原始内容存档于2019-03-22）.
4. ↑  . 東日本旅客鉄道.   [2019-03-07]. （原始内容存档于2019-03-22）.
5. ↑  . 東日本旅客鉄道.   [2019-03-07]. （原始内容存档于2019-03-22）.
6. ↑  . 東日本旅客鉄道.   [2019-03-07]. （原始内容存档于2019-03-22）.
7. ↑  . 東日本旅客鉄道.   [2019-03-07]. （原始内容存档于2006-06-16）.
8. ↑  . 東日本旅客鉄道.   [2019-03-07]. （原始内容存档于2019-03-22）.
9. ↑  . 東日本旅客鉄道.   [2019-03-07]. （原始内容存档于2019-03-22）.
10. ↑  . 東日本旅客鉄道.   [2019-03-07]. （原始内容存档于2014-10-06）.
11. ↑  . 東日本旅客鉄道.   [2019-03-07]. （原始内容存档于2019-03-22）.
12. ↑  . 東日本旅客鉄道.   [2019-03-07]. （原始内容存档于2019-03-28）.
13. ↑  . 東日本旅客鉄道.   [2019-03-07]. （原始内容存档于2019-03-28）.
14. ↑  . 東日本旅客鉄道.   [2019-03-07]. （原始内容存档于2019-03-28）.
15. ↑  . 東日本旅客鉄道.   [2019-03-07]. （原始内容存档于2019-03-28）.
16. ↑  . 東日本旅客鉄道.   [2019-03-07]. （原始内容存档于2019-03-28）.
17. ↑  . 東日本旅客鉄道.   [2019-03-07]. （原始内容存档于2019-03-23）.
18. ↑  . 東日本旅客鉄道.   [2019-03-07]. （原始内容存档于2019-03-28）.
19. ↑  . 東日本旅客鉄道.   [2019-03-07]. （原始内容存档于2019-07-05）.

## 外部連結
- 車站資訊（藤代）：東日本旅客鐵道